# Ödeborg
Ödeborg este o arie protejată (sit de importanță comunitară — SCI) din Suedia întinsă pe o suprafață de 72,26 ha, integral pe uscat.

## Localizare
Centrul sitului Ödeborg este situat la coordonatele 62°46′35″N 15°36′11″E / 62.77626°N 15.602975°E.

## Înființare
Situl Ödeborg a fost declarat sit de importanță comunitară în septembrie 2021 pentru a proteja un număr necunoscut de specii din flora spontană și fauna sălbatică aflate în arealul zonei.

## Biodiversitate
Situată în ecoregiunea boreală, aria protejată conține 1 habitat natural: Taiga vestică.
La baza desemnării sitului se află un număr nedeclarat de specii protejate.